# Nymphicula manilensis
Nymphicula manilensis là một loài bướm đêm trong họ Crambidae.